# تغییر دین در بستر مرگ
تغییر دین در بستر مرگ (انگلیسی: Deathbed conversion) پذیرش یک ایمان مذهبی خاص یا دین اندکی قبل از مرگ است. ایجاد یک تغییر دین در بستر مرگ ممکن است منعکس کننده تغییر فوری باور، تمایل به رسمیت بخشیدن به باورهای بلندمدت، یا تمایل به تکمیل فرایند تبدیلی باشد که قبلاً در حال انجام بوده‌است. ادعای تغییر مذهب در بستر مرگ چهره‌های مشهور یا اثرگذار نیز در تاریخ به عنوان ابزارهای بلاغی مورد استفاده قرار گرفته‌است.